# Esgrima
La esgrima, conocida también como esgrima deportiva para diferenciarla de la esgrima histórica, es un deporte de combate en el que se enfrentan dos contrincantes debidamente protegidos que deben intentar tocarse con un arma blanca, en función de la cual se diferencian tres modalidades: sable, espada y florete. Su definición es ‘arte de defensa y ataque con una espada, florete o un arma similar’. La esgrima moderna es un deporte de entretenimiento y competición, pero  tienen que seguir las reglas y técnicas que se desarrollaron en su origen para un manejo eficiente de la espada en los duelos. La esgrima artística es una modalidad actual que incorpora elementos de la esgrima histórica junto a los elementos artísticos de los espectáculos de elementos.
La palabra procede del verbo esgrimir, y este a su vez del verbo germánico skermjan, que significa ‘reparar’ o ‘proteger’. Los contrincantes reciben el nombre de esgrimistas o tiradores. Cuando un tirador es tocado por el arma del rival, el tirador que toca al rival recibe un punto.
A finales del siglo XVIII comienzan a ver la luz en Europa distintos manuales de la disciplina. Esta acaba de instituirse como deporte a finales del siglo XIX, cuando las armas blancas ya no se destinan a la defensa personal. Se adopta entonces la lengua francesa en la terminología del reglamento. La esgrima está presente en la primera edición de los Juegos Olímpicos modernos, aunque solo en categoría masculina. Se incorpora la categoría femenina en 1924.

## Origen
Como deporte, se postula en España que se habría originado en ese país con la espada ropera, arma que forma parte del vestuario o indumento caballeresco. Las espadas denominadas roperas pertenecen a una época en la que aún no existía el concepto de práctica recreativa de la esgrima. El uso de las armas modernas de esgrima surge a finales del renacimiento simultáneamente en toda Europa.
Muchos datos erróneos han llevado a difundir el mito de que la esgrima es el único deporte olímpico de origen español. La realidad es que ésta ya era una disciplina olímpica en los Primeros Juegos de la Era Moderna de 1896, donde no hubo ningún participante español; un único esgrimista español se incluye entre los 156 participantes de los Juegos de 1900, aunque no jugó ningún papel relevante, y lo hizo a título personal ya que el Comité Olímpico Español no fue fundado hasta 1905. En todo caso, las normas se negociaban entre la federación francesa y la italiana (no se tenía en cuenta a los españoles); de hecho, un desacuerdo entre franceses e italianos fue lo que provocó que la esgrima fuese suprimida del programa de los Juegos Olímpicos de Londres en 1908.
Tanto ingleses como franceses, españoles, italianos y hasta alemanes se disputan el origen de la esgrima moderna. En la zona germánica se constata la tratadística desde finales del siglo XIII con la obra anónima conocida como Royal Armouries Ms. I.33 a la que le siguen otros escritos que indican la existencia de una tradición fuertemente asentada cuyo máximo representante sería Johannes Liechtenauer.
En Italia el primer tratado conservado es obra de Fiore dei Liberi, del año 1409, aproximadamente, manuscrito conocido en español como Flor de Batallas (Flos Duellatorum in armis, sine armis, equester, pedestre). También Inglaterra conserva escritos como el Manuscrito Harley, conservado en el British Museum, datable en torno a 1430: un texto anónimo rimado, indicador de una incipiente escuela inglesa de esgrima de salón.
Por su parte, en Francia, la bibliografía se inicia apenas unos años después, a mediados del siglo XV, con Le Jeu de l'hache d'armes, asimismo anónimo.
Con todo, las técnicas y ejercitación con la espada se pierden en el tiempo, pero lo cierto es que la esgrima tal y como la conocemos ahora está fuertemente ligada a la implantación de las armas de fuego. Llegó un momento en el que las armaduras dejaron de tener sentido, dando paso a espadas más ligeras, y a esto habría que unir la cultura de la defensa del honor entre otros matices contextuales, dando paso posteriormente a la esgrima deportiva. Pero en el siglo XIX no fueron los españoles los que dieron forma a este deporte sino los italianos y franceses. En todo caso, acabó por incluirse en los juegos olímpicos de 1896. 

### Esgrima germánica

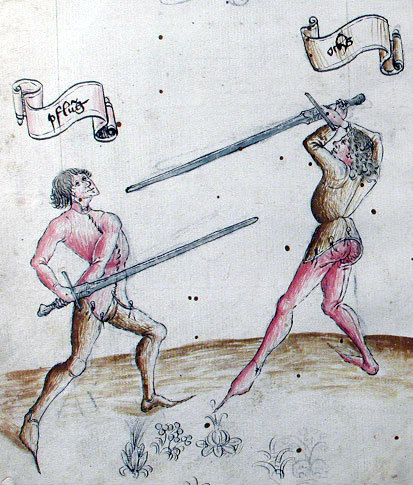
Guardias con espada larga, representadas en el fechtbuch Cod. 44 A 8, de 1452.

La esgrima germánica es el arte de combate que comprende las técnicas de empleo de la espada larga a dos manos (Langschwert) enseñadas en el Sacro Imperio Romano Germánico entre los siglos XIV y XVII, tal y como se describen en el Fechtbücher ("manuales de combate").

### Esgrima italiana
Esgrima italiana es un término que se emplea para describir el estoque y la técnica que los italianos popularizaron en Europa, principalmente en Inglaterra y Francia. El origen del sistema de combate se suele fijar en 1409, fecha del tratado italiano más antiguo del que se tiene conocimiento, y se extiende hasta 1900, en la etapa de la esgrima clásica.
Aunque las armas y los fines para los que se usaban cambiaron radicalmente durante esos cinco siglos, algunas características han permanecido constantes en la escuela italiana. Algunas de ellas son la preferencia por determinadas guardias, la especial atención al tempo y muchas de las acciones defensivas.
En la actualidad, el estilo se preserva tanto en Italia como en el resto del mundo. En Italia, escuelas oficiales de esgrima como la Accademia Nazionale ofrecen maestrías, tanto en esgrima histórica como en esgrima moderna, que se adhieren a los principios de la técnica italiana. También se practica la esgrima italiana en instituciones en el extranjero, como la Universidad Estatal de San José, en California,

### Esgrima española
En España hombres y mujeres lo practicaban y en el siglo XV aparecen los primeros tratados que establecen las pautas para el ejercicio de esta actividad.
Como práctica de combate de armas blancas, se origina en España con la famosa espada ropera, es decir, arma que formaba parte del vestuario o indumento caballeresco. Hombres y mujeres la practicaban y como testimonio, se sabe que la Princesa de Éboli, bella pero tuerta, pudo haber perdido el ojo en desgraciado accidente causado por su maestro de esgrima.[cita requerida]
Los primeros tratados de la esgrima se encontraron en España a través de Jaime Pons (Jaume Ponç) con la La verdadera esgrima y el arte de esgrimir (desaparecido pero publicado en 1472), Pedro de la Torre con El manejo de las armas de combate (1473), y Jerónimo Sánchez de Carranza y Filosofía de las armas y de su destreza (1582), en la que se desarrolla un sistema de esgrima llamado verdadera destreza, método global de lucha con armas blancas con un fuerte componente matemático, filosófico y geométrico, fruto de la educación renacentista de la época. Con la desaparición del duelo en el último tercio del siglo XIX, aparecen también las reglas propias de cada una de las armas de la esgrima moderna. Desde ese momento, las tres seguirán una evolución paralela.
A pesar de la historia del deporte en el país, el único deportista que ha obtenido una medalla en los Juegos Olímpicos es José Luis Abajo que obtuvo la de bronce en espada en Pekín 2008.
Hay que aclarar que una "espada ropera" es tan solo la denominación que recibía toda espada que, en España, se llevara sujeta al cinto como complemento de la ropa o traje de vestir. Al menos es esa la teoría más aceptada. De cualquier modo, el término no identifica un tipo concreto de espada, por el contrario era aplicable incluso a espadas de tipo militar portadas por militares que usaban ropa civil. Los modelos de espadas para duelo utilizados en la esgrima del siglo XVII aparecen en diferentes territorios europeos y solo uno de ellos puede ser considerado como una espada de origen español, aquel que monta una guarnición de taza y gavilanes salomónicos, amplios o largos. Los modelos de la época que utilizaban guarniciones de lazo descienden de las espadas militares de uso de punta y corte (spada da lato) italianas, originarias del siglo XVI y que proceden por lo tanto de Italia. la identificación de toda espada correspondiente a modelos propios de la esgrima europea del siglo XVII como de "origen español" es una confusión habitual, sobre todo en las poblaciones anglosajonas.

### Desaparición del duelo
Con la desaparición del duelo en el último tercio del siglo XIX, aparecen también las reglas propias de cada una de las armas de la esgrima moderna. Desde ese momento, las tres seguirán una evolución paralela.

### Deporte olímpico
Los Juegos Olímpicos de Atenas de 1896, los primeros de la era moderna, fueron iniciativa del barón Pierre de Coubertin. Él mismo esgrimista, incluyó competiciones de florete y sable, ambos en categoría masculina individual. La espada se introduciría en los Juegos siguientes, los de París, 1900. El sable y florete por equipos llegaría en los Juegos Olímpicos de San Luis de 1904. Los primeros Campeonatos del Mundo de Esgrima se celebraron en Londres en 1956. El florete femenino apareció a nivel individual en 1924 en los Juegos Olímpicos de París y por equipos en 1932 en los de Los Ángeles.
En 1913 nace la Federación Internacional de Esgrima, tras empezar a constituirse federaciones nacionales a partir de 1906. Esta Federación Internacional será quien conste como organizadora de las grandes competiciones y la responsable del Reglamento Internacional para estas pruebas.
Desde entonces se han introducido numerosos cambios, entre ellos la irrupción de la tecnología que permite el registro electrónico de los tocados con la ayuda de un aparato señalizador y la mejora en la seguridad de los materiales, tanto de la indumentaria protectora como de las armas, que hacen de la esgrima actual un deporte en el que los accidentes son prácticamente inexistentes.

## Armas blancas

Zona válida para ataque con florete (FIE 2009).

Zona válida para ataque con espada (el cuerpo entero).

Zona válida para ataque con sable.

En la esgrima moderna se usan tres armas: el florete, la espada, y el sable, hechas de acero templado.
La longitud mínima permitida de la hoja para florete y espada es de 90 cm y en el caso del sable de 88 cm, siendo la longitud máxima del arma de 110 cm para las dos primeras y de 105 cm para el sable.
El peso máximo autorizado debe de ser inferior a 500 g en el florete y sable y de 750 g en la espada.

### Florete
Arma desarrollada durante el siglo XVII como arma ligera de entrenamiento para combate.
Desarrollada como arma de práctica y deportiva, el florete es considerada el arma básica. Es ligera y flexible y se usa para conseguir tocados embistiendo con su punta roma. La hoja es rectangular en sección transversal. El área válida de tocado para los floretistas es el torso y la barbilla de la careta, resultando por lo tanto "no válido" el tocado en las extremidades o la cabeza. Los tocados se hacen únicamente de punta igual que con la espada, sin el filo y contrafilo como en el caso del sable.
Los tocados se registran gracias a un peto metalizado, que se une a la red de registro de tocados mediante un pasante especial.
Además, es un arma de convención, es decir, se asigna prioridad a los ataques, no existiendo en ningún caso un tocado doble.

### Espada
La espada  deriva del espadín francés, el cual a su vez procede de las espadas de duelo del siglo XVII. Como el florete, es un arma de estocada, pero tiene una cazoleta, releganche o protección de mano más grande, además de ser más pesada y de tener una construcción más rígida. La sección de su hoja es triangular. El área válida de ataque es de todo el cuerpo.
Los duelos de espada son los más realistas, pues se asemejan más a la esgrima clásica, no tienen reglas de convención y solo cuenta el orden cronológico entre un tocado y otro, pudiendo existir los tocados dobles.

### Sable
El sable moderno deriva del arma que usaban los soldados de caballería. Tiene un protector en forma de cuenco, que se curva bajo la mano, y una hoja rectangular en sección transversal. Los tocados o puntos se pueden conseguir embistiendo con la punta o golpeando con el filo o con el contrafilo. Se considera blanco válido el torso, la cabeza y los brazos o tren superior.
Al igual que el florete es un arma de convención, en la que se asigna prioridad a los ataques, y no existen tocados dobles.
Los asaltos (es decir, los acometimiento(s) que se hace(n) metiendo el pie derecho y la espada al mismo tiempo, según la definición del Diccionario de la lengua española) de sable son los más rápidos y ágiles en esgrima, por lo que requieren una buena forma física.

## Material e indumentaria
El material requerido para su realización se divide en dos grupos.
El primer grupo, o material personal, es aquel que el esgrimista posee y por lo tanto es de su propiedad, normalmente en este grupo se hallan los siguientes materiales:
- Careta: casco que protege al deportista de sufrir lesiones en la cabeza, cuenta con una rejilla en la parte frontal para poder ver al rival (esta pieza cambia en la modalidad de sable).
- Chaquetilla: es una chaqueta de protección que cubre total o parcialmente al esgrimista, esta normalmente lleva el nombre del competidor en la espalda.
- Guante: es una protección adicional para la mano dominante del esgrimista, son obligatorios para competiciones oficiales.
- Peto: esta pieza del equipo se pone por debajo de la chaquetilla y puede ser bien de plástico o de tela, sin embargo el de tela es obligatorio en competiciones.
- Pantalones: llegan hasta la mitad de la rodilla y están hechos de un tejido gordo y firme, ocasionalmente tienen tirantes para una mejor sujeción.
- Medias: como en otros deportes las medias llegan desde el pie hasta la rodilla.
- Arma: la espada, el sable o el florete del esgrimista.
- Pasante: es el cable que conecta al deportista con la electrónica de la pista (ocasionalmente puede ser prestado).

El segundo grupo es el que ya ha sido proporcionado por la organización del evento:
- Rulo o cable de conexión: es el cable que se coloca en las dos extremos de la pista y que después se conectará con cada uno de los pasantes.
- Marcador
- Pista: existen distintos formatos de pista, hay algunas de metal y otras de tela.
- Cable a tierra: cable que procura que si se pulsa el suelo con el arma no cuente como tocado.

## Poses, desplazamientos y ataques de esgrima
GuardiaEs la principal y de la que se inician todos los ataques.
- Desde posición de firmes, separar un poco las piernas, adelantar la pierna derecha o la izquierda en función de si se es diestro o zurdo, y girar la cabeza a la derecha o izquierda, según el mismo orden.
- Girar el pie derecho también hacia la derecha, dejando que quede en perpendicular con el izquierdo procurando formar un ángulo de 90°.
- La separación del pie derecho y el izquierdo es, aproximadamente, un pie y medio
- Flexionar las rodillas hasta formar un ángulo recto.
- Separar del tronco el brazo armado un palmo más o menos.
- Levantar el antebrazo no armado, de tal manera que forme un ángulo recto con el brazo.
- Mantener la espada o el florete paralelo al suelo y apuntando al frente. En el caso del sable, coger el arma apuntando hacia arriba e inclinarla ligeramente hacia la izquierda haciendo que "cruce" la cara.
- Levantar el brazo no armado como si se estuviera "sacando músculo", mantener el brazo y antebrazo en ángulo recto y dejar la muñeca muerta.
- Mantener en todo momento la espalda recta.

Estas son las instrucciones generales, pero, dependiendo del arma que se esté utilizando, la posición del arma y del brazo varían un poco. Mientras en espada el antebrazo se encuentra en posición horizontal, en florete, la punta del arma apunta ligeramente hacia arriba (ya que el brazo no es zona de blanco válido y no hay necesidad de protegerlo).
Desplazamientos básicos
Marchar (desplazamiento hacia delante):
- Levantar el pie derecho apoyando el talón en el suelo. El peso caerá en la pierna izquierda.
- Adelantar la pierna derecha sin mover la izquierda.
- Apoyar todo el pie derecho en el suelo a la misma vez que se desplaza hacia delante el izquierdo.
- Procurar mantener la posición de guardia, es decir, erguida y con los brazos armado y desarmado en su sitio.

Con la práctica, el pie derecho se elevará apenas unos centímetros del suelo, pero durante el aprendizaje se exageran los movimientos.
Romper (desplazamiento hacia atrás):
- Desplazar el pie izquierdo hacia atrás levantándolo unos pocos centímetros del suelo sin mover el derecho.
- Dejar apoyado solo el talón derecho en el piso.
- Desplazar el pie derecho hacia atrás recuperando la posición de guardia.
- Procurar mantener la posición de guardia, es decir, erguida y con los brazos armado y desarmado en su sitio.

Ataques básicos (para espada y florete)
Línea
Es el ataque básico y sirve de "catapulta" para otros ataques. También sirve para mantener a distancia al contrincante.
Desde la posición de guardia, estirar el brazo armado apuntando al hombro del contrincante. En caso de practicar ante un espejo, se debe apuntar al hombro del brazo armado del reflejo.
Contraataque
Se hace un fondo (véase más abajo) y al volver a la guardia se permanece con el brazo armado por encima de la cabeza, el arma apuntando hacia abajo y las piernas más juntas que en la guardia.
Fondo
- Alinear los talones de forma que quede como una "L".
- Levantar el pie derecho como si se fuera a marchar, pero sin apoyar el talón en el suelo, dejando caer el peso en la pierna izquierda.
- Estirar la pierna derecha y dar un paso largo sin mover la izquierda.
- Procurar que la rodilla derecha forme un ángulo recto y la izquierda quede totalmente estirada.
- Estirar el brazo izquierdo para equilibrar el cuerpo, dejándolo casi en paralelo con la pierna izquierda.

Fondo (vuelta a la guardia)
- Impulsarse hacia atrás con la pierna derecha hacia la posición de guardia dejando el brazo armado en línea.
- Ajustar la posición de guardia de piernas y del brazo izquierdo.
- Mantener la línea unos instantes para evitar cualquier posible avance del adversario antes de volver a la guardia total.

Fondo (vuelta a la guardia hacia delante)
- Echar el peso hacia delante, sobre la pierna derecha, para un mejor ataque.
- Acercar la pierna izquierda a la derecha sin mover esta última.
- Recuperar la posición de guardia de piernas y brazo izquierdo.
- Mantener la línea unos instantes para evitar cualquier posible avance del adversario antes de volver a la guardia total.

En caso de ser zurdo, se seguirán los mismos pasos pero cambiando la derecha por la izquierda y viceversa.
La mano armada ha de ir siempre protegida con un guante en las tres armas. La mano desarmada no deberá, nunca, bajo ninguna condición, tocar el arma del contrincante y solo podrá tocar el arma propia si el combate está detenido y por razones técnicas (punta del arma floja en caso de espada, curvatura anormal de la hoja, pasante suelto).
Patinando (marcha seguido del fondo) 
Marcha con appel, realizado con los pies seguido del a fondo.

## Tipos de esgrima
- Esgrima artística
- Esgrima antigua
- Esgrima catalana
- Esgrima con palos egipcia
- Esgrima escénica
- Esgrima italiana
- Kendo
- Mensur
- Haidong Gumdo
- Palo canario
- Esgrima olímpica